# Ultrafiltration
Die Ultrafiltration ist ein Filtrationsverfahren aus dem Bereich der Membrantechnik, mit dem sich makromolekulare Substanzen und kleine Partikel aus einem Medium abtrennen und konzentrieren lassen.
Sie wurde 1907 von Heinrich Jakob Bechhold erfunden.

## Einordnung
Man unterscheidet Mikrofiltration, Ultrafiltration und Nanofiltration über den Grad der Abtrennung. Liegt die Ausschlussgrenze (oder auch „Cut-off“) bei 100 nm oder darüber, spricht man von Mikrofiltration. Liegt die Ausschlussgrenze in dem Bereich zwischen 2 und 100 nm, bezeichnet man dies als Ultrafiltration. Bei der Nanofiltration liegt die Ausschlussgrenze unterhalb von 2 nm.
Die Ausschlussgrenzen von Ultrafiltrationsmembranen werden auch in Form des NMWC (englisch: Nominal Molecular Weight Cut-Off, auch MWCO, Molecular Weight Cut Off, Einheit: Dalton) angegeben. Er ist definiert als die minimale Molekülmasse globulärer Moleküle, welche durch die Membran zu 90 % zurückgehalten werden. In der Praxis sollte der NMWC mindestens 20 % niedriger sein als die Molmasse des abzutrennenden Moleküls.
Weitere qualitative Aussagen über die Filtration lassen sich anhand des Flux (Wasserwert) (Transmembranfluss oder Durchtrittsrate) machen. Dieser verhält sich im Idealfall proportional zum Transmembrandruck und reziprok zum Membranwiderstand. Diese Größen werden sowohl von den Eigenschaften der verwendeten Membran als auch durch Konzentrationspolarisation und eventuell auftretendes Fouling bestimmt. Die Durchtrittsrate wird auf 1 m2 Membranfläche bezogen. Ihre Einheit ist l/(m2h).

## Anwendungen

### Diafiltration
Eine Anwendung der Ultrafiltration ist die Diafiltration. Durch dieses Verfahren kann bei einer Suspension der Puffer ausgetauscht oder die Salzkonzentration geändert werden. Es verbindet die Eigenschaften der Dialyse mit denen der Ultrafiltration. Während des Vorgangs wird dem Retentat kontinuierlich Lösungsmittel zugeführt, bis das alte Lösungsmittel vollständig über die Membran ausgetauscht ist. Sind Zu- und Abfluss angeglichen, so wird das Suspensionsvolumen nicht verändert. Dieses Verfahren wird in der Industrie, aber auch in der Medizin (Hämodiafiltration) angewendet.

### Trinkwasseraufbereitung
Seit Einführung der neuen Trinkwasserverordnung und der damit verbundenen Grenzwerte für den Parameter Trübung findet die Ultrafiltration immer mehr Anwendung bei der kommunalen Trinkwasseraufbereitung. Dabei wird diese Methode als Dead-End-Technik betrieben, wobei die Membran die gesamte Menge an Rohwasser in Filtrat umsetzt. Ein weiterer Vorteil dieser Methode ist die Keimfreiheit des erzeugten Filtrats, wodurch auch belastete Grundwässer nach Starkregeneinflüssen sicher aufbereitet werden können. Im Jahr 2005 wurde im Wasserwerk der WAG Nordeifel in Roetgen die zu diesem Zeitpunkt weltweit größte Anlage mit einer Kapazität von 6000 m³/Stunde in Betrieb genommen.
Ein weiteres Anwendungsgebiet der Ultrafiltration ist die Aufbereitung des Kreislaufwassers in Schwimmbädern im Dead-End-Betrieb. Ende 2002 wurde die erste Anlage mit 40 m³/h in Bad Steben in Betrieb genommen, inzwischen sind über 200 (Stand 12/2012) Kreisläufe mit dem neuen Verfahren ausgestattet.

### Abwasserbehandlung
Unter anderem wird die Ultrafiltration immer öfter in der Abwasserbehandlung eingesetzt. Dies ist auf verschiedenste Weise möglich. Sie kann als sogenannter „polishing step“ verwendet werden (1), also der herkömmlichen Abwasseraufbereitungsverfahren hinterhergeschaltet. Die Ultrafiltration kann aber auch direkt im Belebungsbecken eingesetzt werden (2), wo sie andere nachgeschaltete Verfahrensschritte ersetzen kann.
1. Dieses Verfahren wird in der Regel angewendet, wenn ältere Anlagen aufgerüstet werden sollen, um das Abwasser weitergehend zu behandeln.
2. Membranbelebungsreaktoren werden in der Regel dort eingesetzt, wo wenig Raum zur Verfügung steht oder durch die Konzentration der Biomasse im Reaktorschlamm zusätzliche Abbauleistungen erreicht werden können. Dies gilt vor allem für schwer biologisch abbaubare Substanzen, wie z. B. Medikamentenrückstände. Ein weiterer Vorteil ist die nahezu Sterilfiltration durch die gewählte Porenweite und die dadurch bedingte Abscheidung pathogener Keime.

### Industrielle Teilereinigung
Ultrafiltrationsanlagen werden eingesetzt, um bei industrieller Teilereinigung den Tensidverbrauch zu reduzieren. Dabei werden die Filter und die Drücke so gewählt, dass die ungenutzten Tensidmoleküle (Durchmesser < 5 nm) die Filter passieren können, die umschlossenen Schmutzkolloide jedoch nicht. Damit kann der Ausnutzungsgrad der Tenside auf 95 % gesteigert werden. Ein Anwendungsbeispiel ist die Herstellung von Blech für Autokarosserien.

### Weitere Anwendungen
- Abtrennung von Proteinen (z. B. aus Milch)
- kalte Sterilisation in der Pharmazie (Antibiotikaproduktion)
- Metall-Rückgewinnung und Abwasserreinigung in der Metallurgie
- Lebensmittelbehandlung
- Dialyse (Abfiltrieren von Plasmawasser ohne Substitution)[3] und andere Blut-Behandlungen
- Konzentration von Milch vor der Herstellung von Käse
- Fraktionierung von Proteinen
- Klärung von Fruchtsäften
- Abtrennung von Impfstoffen und Antibiotika aus Fermentationsbrühen